# Ensemble de torques de Fenouillet
L'ensemble de torques de Fenouillet exposé au musée Saint-Raymond de Toulouse est composé de cinq pièces d'orfèvrerie celtes datées du IIIe siècle av. J.-C., découvertes à la fin du XIXe siècle à Fenouillet (Haute-Garonne).

## Historique
À l'occasion du creusement du canal latéral à la Garonne, un ouvrier découvrit au lieu-dit Les Maouris à Fenouillet une urne en céramique contenant six torques et deux fils d'or, placée dans une fosse circulaire comblée de sable et recouverte d'argile. Alerté de la découverte, G. Belhomme, membre de la Société archéologique du Midi de la France et chargé de surveiller les travaux du canal, fut mandaté pour les restituer à l'État, propriétaire du terrain. L'ouvrier rendit les deux fils, un torque torsadé (Inv. 25047) et en cassa un autre (Inv. 25045) afin d'obtenir le nombre de fragments correspondants. Mais la supercherie fut découverte et il dut remettre l'ensemble complet. Le musée Saint-Raymond achète les cinq torques en 1841. Ils sont aujourd'hui exposés au second étage du musée dans la section consacrée à Tolosa en Narbonnaise (Inv. 25045 à 25049).     

## Description
Les torques en or ont été réalisés par moulage à la fonte à la cire perdue et présentent des traces d'oxydation rouge. L'un est de forme tubulaire à double fermoir et les 4 autres sont pénannulaires à manchons tampons et fermoir. Ils portent un décor de fleurs, écrasé, festonné ou cranté ou de fils torsadés. Des soudures à l'alliage cuivré témoignent de restaurations modernes. Leur poids varie entre 70 et 250 grammes environ et leur diamètre va de 11 à 14 cm.

L'or utilisé pour la réalisation de ces bijoux a probablement une origine locale car on sait que l'existence de gisements aurifères est certaine sur les territoires occupés par les Volques Tectosages entre les Cévennes et les Pyrénées.

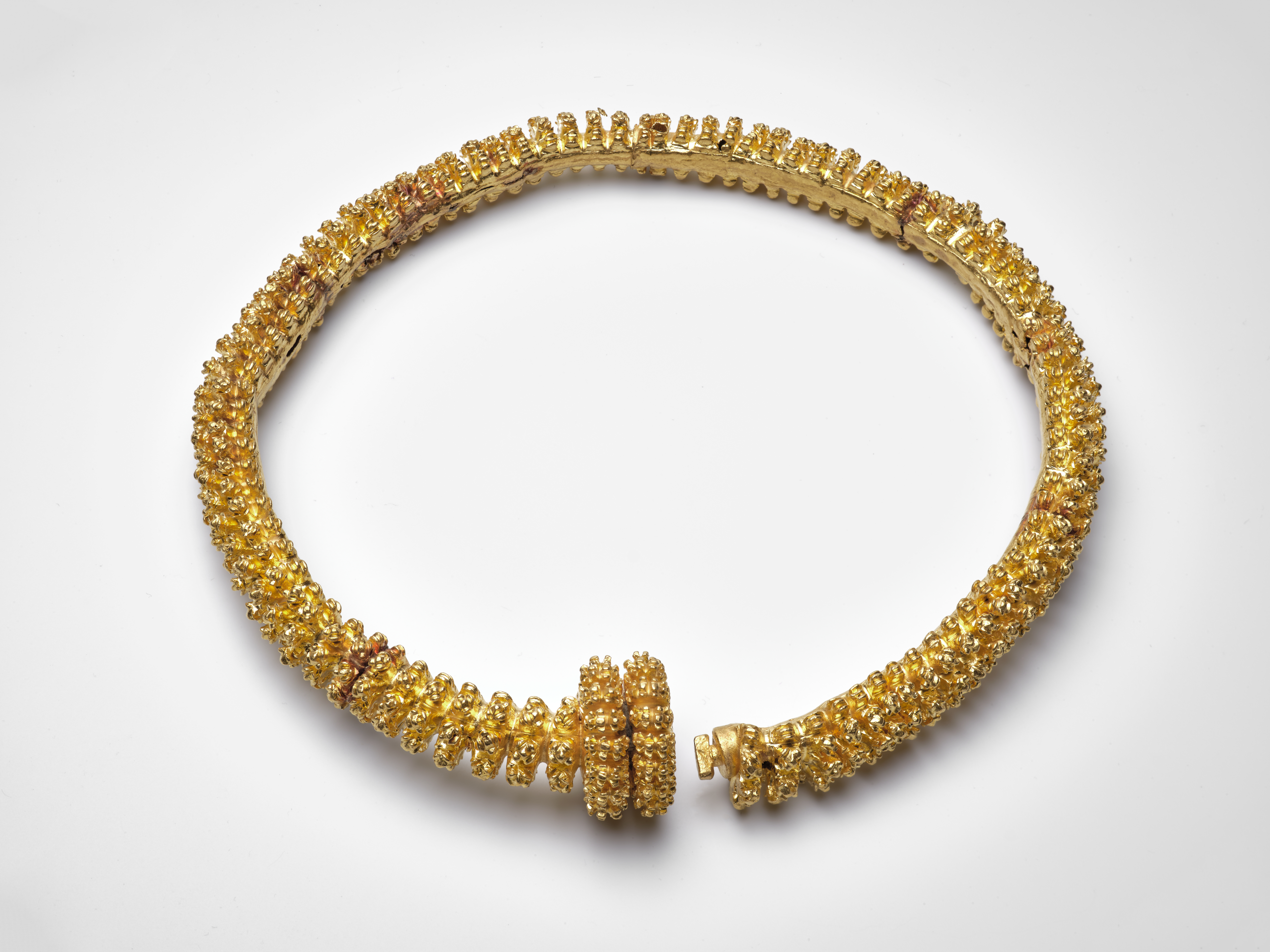
Torque tubulaire à double fermoir conservé au Musée Saint-Raymond.
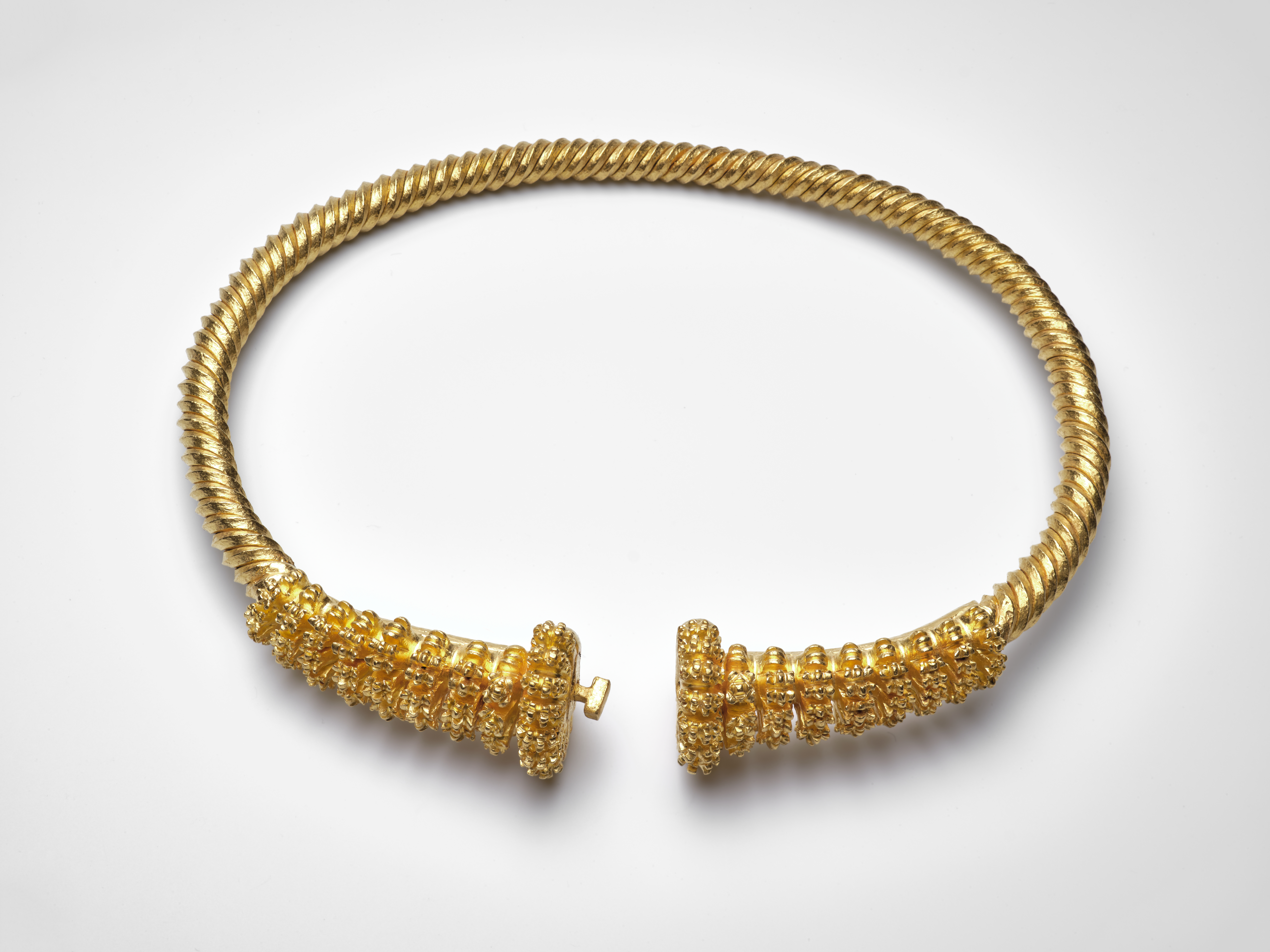
Torque pénannulaire à manchons, tampons et fermoir conservé au Musée Saint-Raymond.
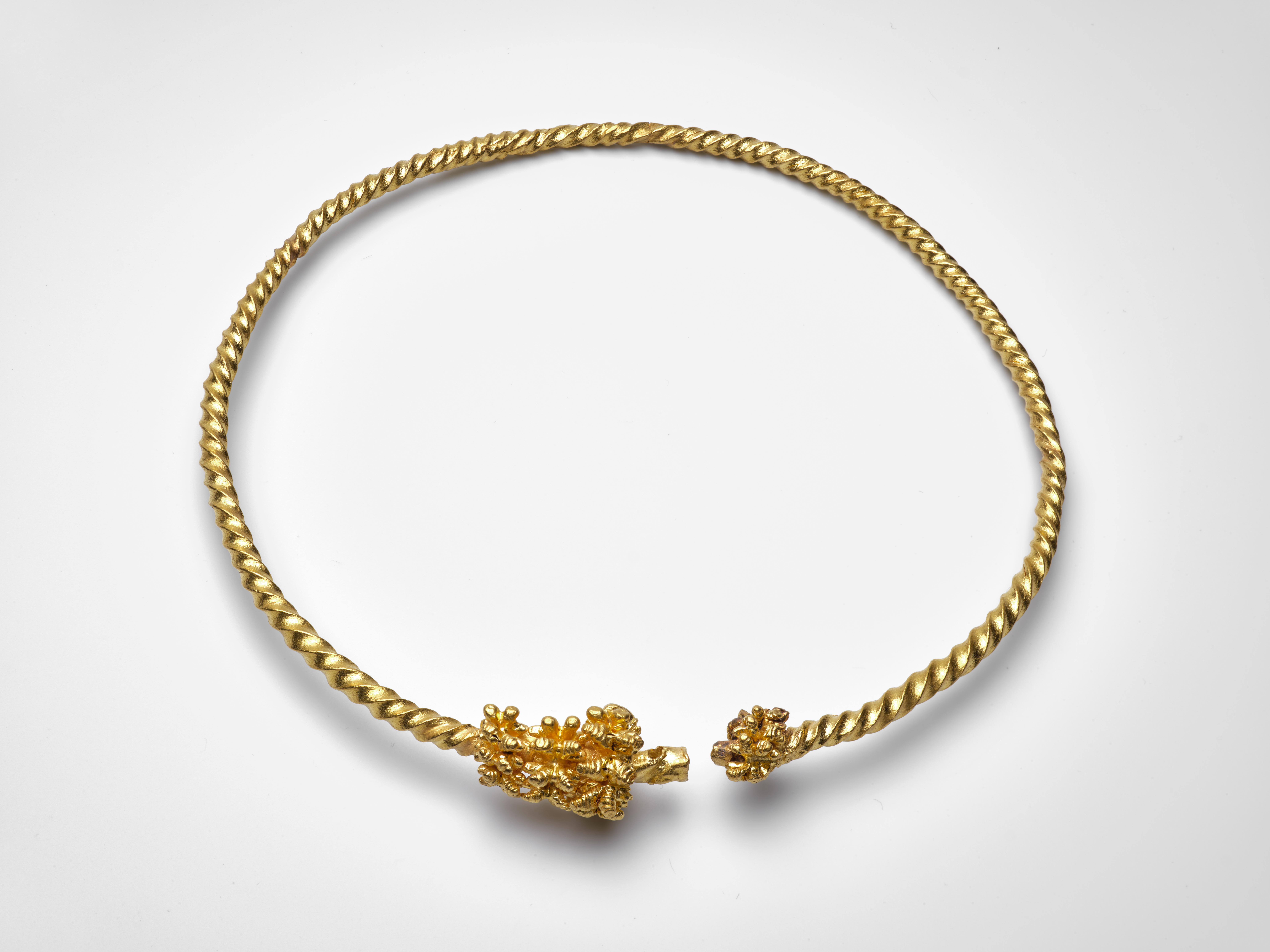
Torque pénannulaire à manchons, tampons et fermoir conservé au Musée Saint-Raymond.
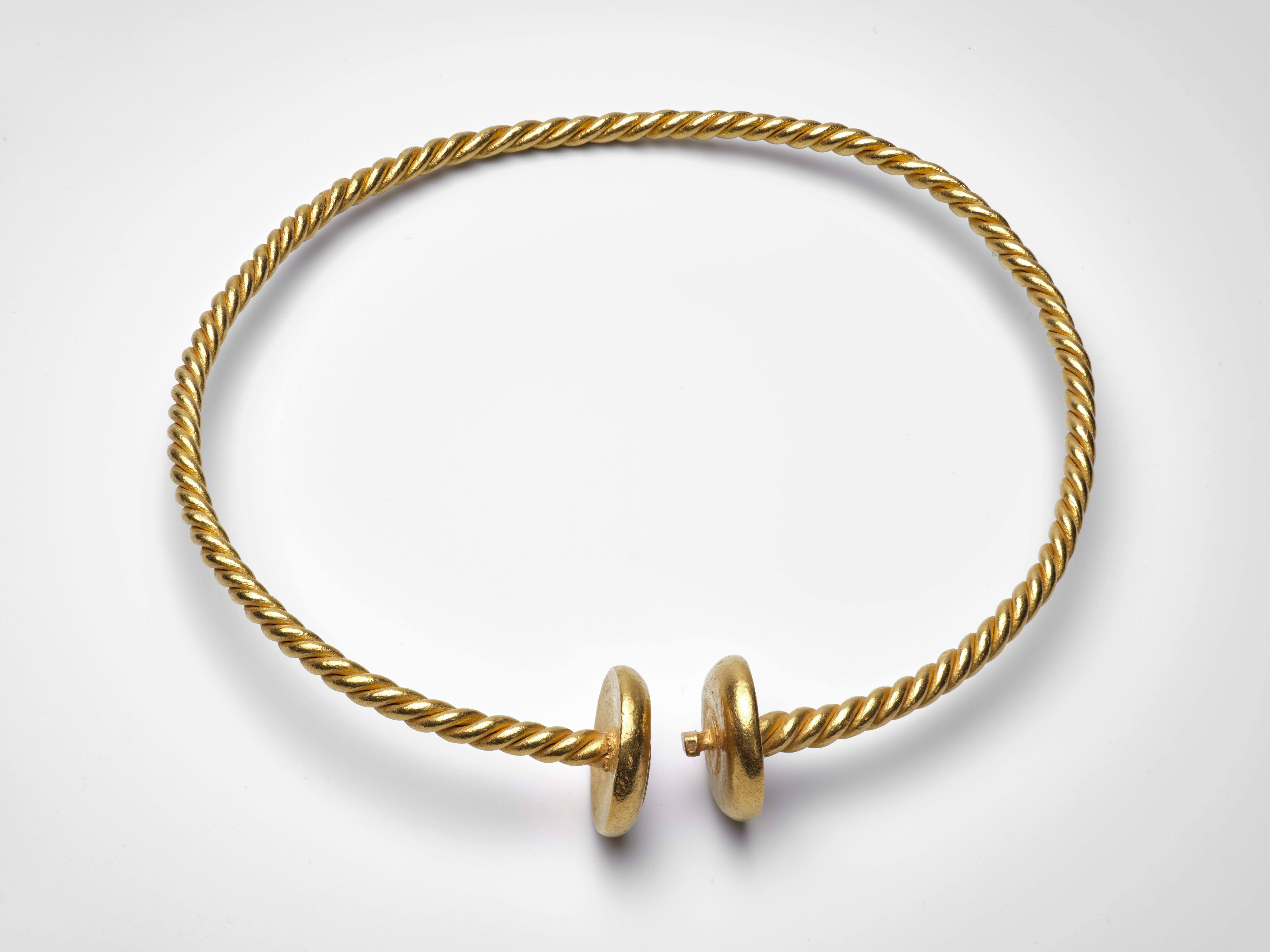
Torque pénannulaire à manchons, tampons et fermoir conservé au Musée Saint-Raymond.
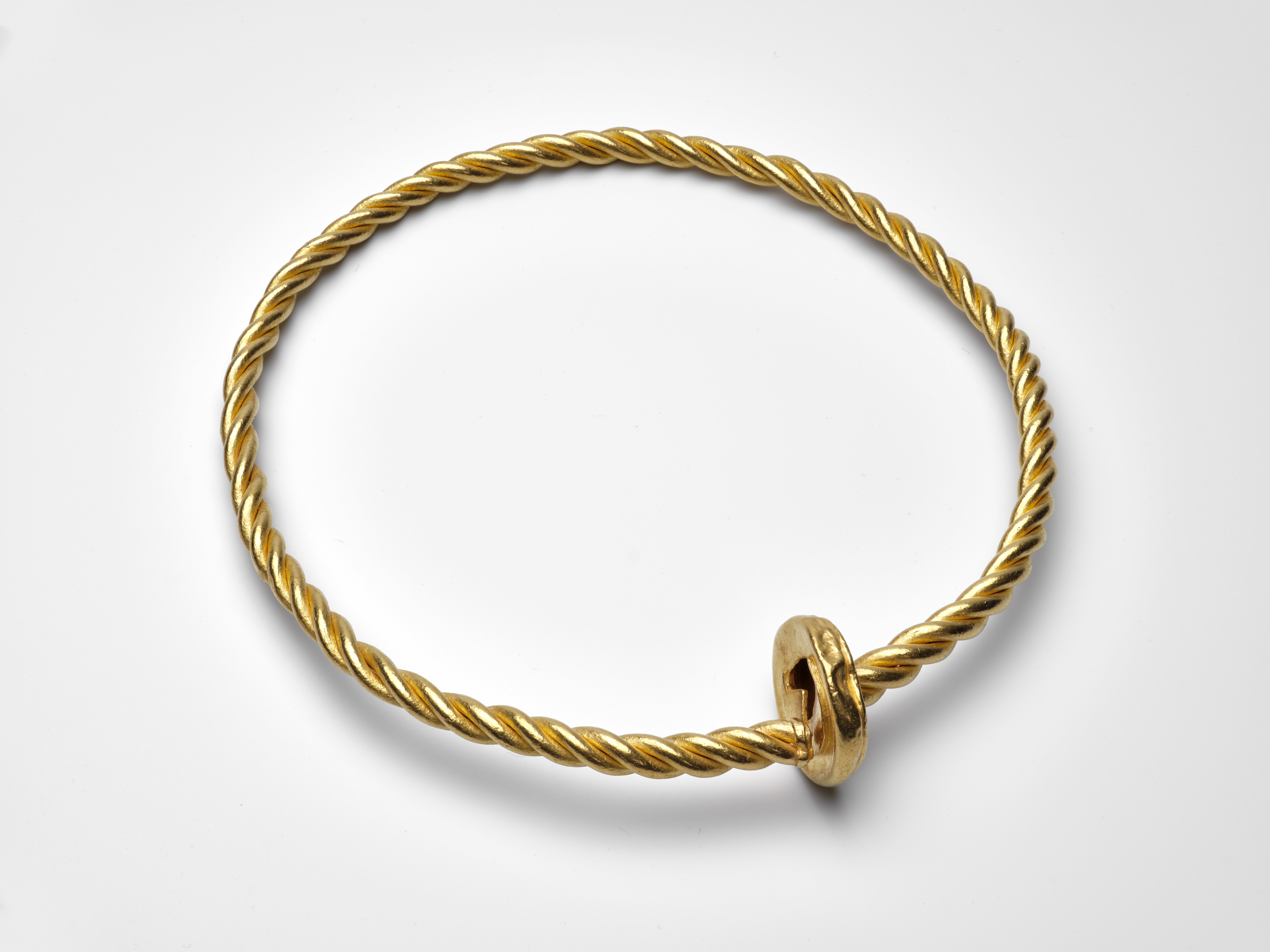
Torque pénannulaire à tampons et fermoir conservé au Musée Saint-Raymond.

## Utilisation
À partir de l'âge du fer, les torques sont généralement portés par les princes et les guerriers gaulois pour impressionner les soldats romains, comme le décrit Polybe dans ses Histoires au IIe siècle :

« Quant aux Romains, voyant les Gaulois serrés entre deux armées et enveloppés de toutes parts, ils ne pouvaient que bien espérer du combat ; mais, d’un autre côté, la disposition de ces troupes et le bruit qui s’y faisait, les jetaient dans l’épouvante. La multitude des cors et des trompettes y était innombrable, et, toute l’armée ajoutant à ces instruments ses cris de guerre, le vacarme était tel que les lieux voisins, qui le renvoyaient, semblaient d’eux‑mêmes joindre des cris à ce concert. Non moins effrayants par leur seule apparence et par leurs cris étaient les guerriers nus alignés en avant, hommes d’une stature exceptionnelle et dans la pleine forme de leur âge ; outre qu’il n’y en avait point dans les premières compagnies, qui n’eût le corps et les bras ornés de colliers et de bracelets d’or. À l’aspect de cette armée, les Romains ne purent à la vérité se défendre de quelque frayeur, mais l’espérance d’un riche butin enflamma leur courage. »

Les torques étaient généralement déposés dans des sanctuaires afin de placer les guerriers sous la protection des dieux avant le départ au combat.  
Ils étaient ensuite placés dans un dépôt funéraire ou votif en offrande à une divinité chthonienne. Les deux torques cassés l'auraient été volontairement lors d'un sacrifice.
Plusieurs trésors gaulois ont été retrouvés à proximité d'une source ou d'un point d'eau, comme celui de Fenouillet découvert dans une zone marécageuse, et témoignent de la croyance celte que les éléments liquides constituaient des passages vers les divinités chthoniennes.
Ces bijoux attestent de la présence des Volques Tectosages dans la région toulousaine au IIIe siècle avant notre ère.

## Expositions
- De l'art des gaules à l'art français, Toulouse, Musée des Augustins, 1956
- L'or et son mythe, Paris, Grand Palais, 1988
- L'or de Tolosa, Toulouse, Musée Saint-Raymond, 2002